# Ropalopus nadari
Ropalopus nadari là một loài bọ cánh cứng trong họ Cerambycidae.